# Lemnästräsket
Lemnästräsket eller Lemnästräsk är en sjö i Finland. Den ligger i Kimitoöns kommun i landskapet Egentliga Finland, i den södra delen av landet, 130 km väster om huvudstaden Helsingfors. Lemnästräsket ligger 29,1 meter över havet. I omgivningarna runt Lemnästräsket växer i huvudsak barrskog. Arean är 97,4 hektar och strandlinjen är 11,75 kilometer lång. Sjön  ingår i Södra Skärgårdshavets avrinningsområde. 